# Viļāni
Viļāni (dt. Welonen) ist eine Stadt im Osten Lettlands im Herzen der historischen Landschaft Lettgallen. Im Jahre 2022 zählte sie 2.704 Einwohner.

## Geschichte
Der Ort wurde 1495 zum ersten Mal unter dem Namen Wielona erwähnt. Im 16. Jahrhundert war hier eines der größten Landgüter Lettgallens. Im Jahre 1752 kaufte Mihal de Rick (lettische Schreibweise: Riks) die Stadt und beeinflusste ihren Aufbau durchweg positiv. So wurde unter seiner Führung ein Mönchskloster und die Kirche St. Michael im Barockstil errichtet. Die Stadt war am Polnischen Aufstand 1830 beteiligt.
Die Lage der Stadt an der Handelsstraße Riga–Rēzekne trieb die Entwicklung im 19. Jahrhundert dann wieder voran. 1839 ging die Stadt in den Besitz von Vincent Janovskis, der zu Beginn der 1850er Jahre in Viļāni eine von drei modernen Leinenwebereien im Russischen Reich betreiben ließ. Hier waren 177 Arbeiter beschäftigt. Für die Überwachung der Maschinen sorgte ein englischer Ingenieur.
Zu dieser Zeit gab es in Viļāni auch Russlands größte Lederproduktion, die die Zarenarmee mit Gürteln, Taschen, Fußbekleidung, Sätteln und Lederaccessoires versorgte. Daneben waren am Standort noch weitere kleinere Fabriken platziert, wie Brauereien, Kalkbrennereien, eine Ziegelfabrik sowie einige Spinnereien und Webereien.
1862 wurden Viļāni die Marktrechte zugesprochen.
Der Erste Weltkrieg bremste die weitere Entwicklung. Die Fabriken der Stadt wurden mit Teilen der Bevölkerung nach Jaroslawl evakuiert.
1924 kamen die Mönche und Priester Benedikts Skrinda und Bronisław Valpitrs nach Viļāni, um die Abtei wiederzubeleben und das Kloster zu renovieren. Das Gebäude erhielt einen 2. Stock. 1925 hatte Viļāni eine lettische, eine russische und eine jüdische Schule. 1928 bekam es die Stadtrechte zugesprochen. Zu dieser Zeit erstreckte sich Viļāni über eine Fläche von 1,63 km² und besaß 65 Handelsunternehmen.
Im Zweiten Weltkrieg wurde die Stadt bei Kämpfen 1944 schwer beschädigt, es kam zu erheblichen Verlusten unter der Zivilbevölkerung.
1950 wurde ein Wasserkraftwerk am Fluss Malta errichtet.
Heute gibt es in Viļāni 58 Unternehmen, darunter eines für Holzverarbeitung, einen Hersteller von Holzkohle und die Druckerei Katoļu dzeive (katholische Literatur). Seit 1992 gibt es einen lokalen Fernsehsender.

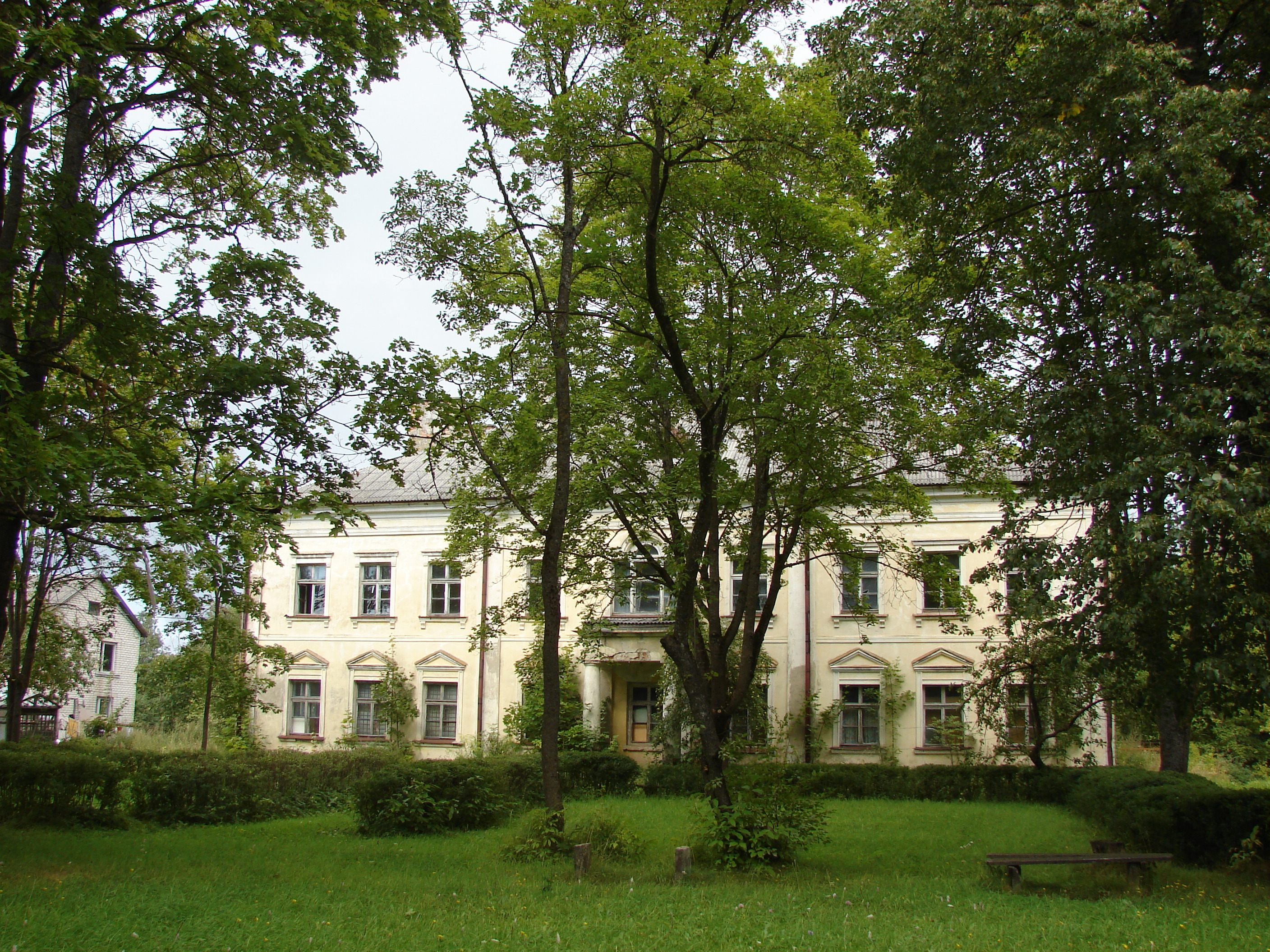
Herrenhaus

## Kultur und Sehenswürdigkeiten
Viļānis barocke katholische Kirche, 1777 geweiht, das Kloster sowie das Grundherrenhaus mit Park sind die markantesten Bauten der Stadt. Der Klosterkomplex mit Innenhof, ein exzellentes Beispiel für die Baukunst der Zisterzienserkloster, gehört zu den außergewöhnlichsten Bauwerken in Lettland. Der Bahnhof der Stadt gehört ebenso zu den Sehenswürdigkeiten wie das stadtgeschichtliche Museum und das Waldmuseum Viļānis mit ungefähr 100 Tierexponaten. Die Lakstīgalu sala (dt. Nachtigallen-Insel) ist eine nahe der Stadt gelegene Erholungsstätte mit einer Open-Air-Bühne, die rege von den Einwohnern genutzt wird.
Das im 18. Jahrhundert erbaute Herrenhaus Welonen wird als Schule für Kunst und Musik genutzt.